# D1005 (Ain)
De D1005 is een departementale weg in het Oost-Franse departement Ain. De weg loopt van de grens met Jura via Gex naar de grens met Ain. In Jura loopt de weg verder als D1005 richting Dole en Parijs. In Zwitserland loopt de weg verder richting Genève.

## Geschiedenis
Oorspronkelijk was de D1005 onderdeel van de N5. In 2006 werd de weg overgedragen aan het departement Ain, omdat de weg geen belang had voor het doorgaande verkeer. De weg is toen omgenummerd tot D1005.